# Herzberg am Harz
Herzberg am Harz es una ciudad del sur de Baja Sajonia, Alemania, situada en el punto donde el río Sieber entra en el macizo del Harz. Se encuentra a 32 km al nordeste de Gotinga y 90 km al sursudoeste de Hannover.

## Historia
En la parte superior del centro de la ciudad se levanta un castillo, mencionado por primera vez en un documento de donación de Enrique el León (en alemán Heinrich der Löwe) en el año 1154. 
La ciudad fue parte del estado de Brunswick-Grubenhagen, y el castillo fue usado durante algún tiempo como residencia de los duques. Actualmente alberga un tribunal de primera instancia y un museo sobre la historia del propio castillo y de la industria forestal de la región, además de una colección de figuras de estaño.
Herzberg fue reconocida como ciudad en 1929. Actualmente el municipio incluye también las localidades de Lonau, Scharzfeld, Sieber y Pöhlde.

## Economía
En el pasado las industrias principales de Herzberg han sido la fundición, la maquinaria industrial y la fabricación de botas.

## Educación
Herzberg es la sede del Interkultura Centro Herzberg, un centro que promueve el idioma artificial Esperanto. En 2006, el ayuntamiento decidió promocionar Herzberg como die Esperanto-Stadt ("la ciudad del Esperanto").

## Esperanto en Herzberg am Harz
En Herzberg se encuentra el Centro Intercultural Herzberg. Como centro de la Asociación Alemana de Esperanto, ICH (siglas en esperanto) funciona como centro de entrenamiento metodológico de toda Alemania, siendo además un centro cultural de la Asociación Universal de Esperanto. El Esperanto también juega un papel muy importante en la colaboración de Herzberg con la ciudad polaca hermanada de Góra.
Desde el 12 de julio de 2006, Herzberg usa el título "Die Esperanto-Stadt" „la Esperanto-urbo“ (La Ciudad del Esperanto). Para esta decisión votaron a favor los cuatro partidos del parlamento de la ciudad. Después el alcalde Gerhard Walter recibió cientos de cartas de felicitaciones de todo el mundo.
Un éxito especial ha sido la aplicación del esperanto para activar y mantener relaciones de amistad entre Herzberg y Góra en Polonia. En abril del 2005, los alcaldes Gerhard Walter y Tadeusz Wrotkowski aceptaron usar oficialmente el esperanto como una lengua puente auxiliar. El Esperanto es enseñado en las escuelas de ambas ciudades. En agosto de 2006 se realizó el primer encuentro de estudiantes de Herzberg y Góra en un campamento juvenil en el bosque de Herzberg-Pöhlde. Encuentros similares y aún más internacionales se planifican para cada verano.
Herzberg es una ciudad modelo con respecto al Esperanto: muchos carteles son bilingües (alemán y esperanto) al igual que la mayoría de cartas de menú de los restaurantes locales. Se enseña este idioma en una escuela y en el instituto local y tienen lugar regularmente diversos cursos, encuentros y festivales durante todo el año, que atraen a muchos esperantistas de Alemania y del mundo entero.